# Laaber
Laaber – gmina targowa w Niemczech, w kraju związkowym Bawaria, w rejencji Górny Palatynat, w regionie Ratyzbona, w powiecie Ratyzbona, siedziba wspólnoty administracyjnej Laaber. Leży w Jurze Frankońskiej, około 15 km na zachód od Ratyzbony, nad rzeką Schwarze Laber, przy linii kolejowej Ratyzbona – Norymberga.
1 stycznia 2014 do gminy przyłączono teren o powierzchni 0,18 km², który pochodził z rozwiązanego dzień wcześniej obszaru wolnego administracyjnie Pielenhofer Wald rechts der Naab

## Dzielnice
W skład gminy wchodzą następujące dzielnice:
- Anger
- Berghof
- Bergstetten
- Edlhausen
- Eisenhammer
- Endlfeld
- Endorf
- Endorfmühle
- Eselburg
- Großetzenberg
- Hartlmühle
- Hinterzhof
- Högerlsee
- Kleinetzenberg
- Kronbügl
- Kühberg
- Laaber
- Lindenhof
- Münchsmühle
- Papiermühle
- Polzhausen
- Ried
- Schafbruckmühl
- Schaggenhofen
- Schallerwöhr
- Schernried
- Schrammlhof
- Türklmühle
- Waldetzenberg
- Weißenkirchen
- Windschnur
- Ziegelhütte